# (12310) Londontario
(12310) Londontario (1992 DE4) – planetoida z pasa głównego asteroid okrążająca Słońce w ciągu 4,53 lat w średniej odległości 2,74 j.a. Odkryta 29 lutego 1992 roku.